# Asimina manasota
Asimina manasota là loài thực vật có hoa thuộc họ Na. Loài này được Kris R. DeLaney mô tả khoa học đầu tiên năm 2010.

## Phân bố
Loài này có tại hạt Manatee, bang Florida, Hoa Kỳ.